# Corydalis uncinata
Corydalis uncinata är en vallmoväxtart som beskrevs av M. Lidén. Corydalis uncinata ingår i släktet nunneörter, och familjen vallmoväxter. Inga underarter finns listade i Catalogue of Life.